# الاشتراكية في هونغ كونغ
الاشتراكية في هونغ كونغ هي تيار سياسي تعود جذوره إلى الماركسية واللينينية التي صدِّرت إلى هونغ كونغ وبرّ الصين الرئيسي في أواخر العقد الثاني ومطلع العقد الثالث من القرن العشرين. اتّخذت التيارات الاشتراكية صيغًا متنوعة من بينها الماركسية اللينينية والماوية والتروتسكية والاشتراكية الديمقراطية والاشتراكية الليبرالية، كانت الماركسية اللينينية الفصيل الأكثر سيطرةً نظرًا إلى نفوذ نظام الحزب الشيوعي الصيني في الجزء الرئيسي من البلاد. أضحى «اليساريون التقليديون» القوة الأكبر التي تمثّل المعسكر المؤيد لبكين في عقود ما بعد الحرب، والذين اتّسمت علاقتهم بالسلطات الكولونيالية بالتوتر. مع تبنّي الحزب الشيوعي الصيني لإصلاحاتٍ اقتصادية رأسمالية منذ عام 1978 فصاعدًا وتوجُّه الفصيل المؤيد لبكين ليصبح محافظًا بصورة أكبر، جرى تبنّي البرنامج الاشتراكي ببطء من قبل المعسكر المؤيد للديمقراطية الذي سيطر عليه الليبراليون.

## الحركات العمالية في هونغ كونغ في عشرينيات القرن العشرين
استورِدت الماركسية إلى الصين في مطلع القرن العشرين وتُرجمت أدبياتها عن الألمانية والروسية واليابانية إلى الكانتونية والصينية الفصحى. في أعقاب ثورة أكتوبر الروسية التي قادها البلاشفة عام 1917، برز عدد من المثقفين الصينيين في حركة الرابع من مايو – التي رأت في الشيوعية حلًا لإنقاذ الصين من مأزقها الراهن. كانت مجموعة البحث الماركسية المنظمة الاشتراكية الأولى في هونغ كونغ عام 1920، وأُسّست من قبل المشرف التربوي في قسم التعليم لين جونوي وخريج جامعة كوينز زهانغ رينادو ومعلم المدرسة الابتدائية لي ييباو.
في يوليو 1921، أُسّس رسميًا الحزب الشيوعي الصيني في شانغهاي. تشكَّل الحزب وفق نظرية فلاديمير لينين الخاصة بحزب الطليعة، وكان تحت توجيهات الكومنترن الذي قاده السوفييت. أقامت مجموعة البحث الماركسية اتصالاتٍ مع الحزب الشيوعي الصيني في غواندونغ وأَسّست في ما بعد نادي الطلاب الصينيين الجديد، فرع هونغ كونغ ولاحقًا رابطة الشباب الاشتراكيين الصينيين، الفرع الخاص في هونغ كونغ في ظل رابطة غواندونغ للشباب الاشتراكي. في أواسط عام 1924، أنشأ الحزب الشيوعي الصيني فرعًا في هونغ كونغ.

### إضراب البحارة عام 1922
أصبح إضراب البحارة لعام 1922 الحلقة الأكثر أهمية في الحركة العمالية في الصين وهونغ كونغ. في 13 يناير 1922، وعلى خلفية ارتفاع حاد في الأسعار، أعلن البحارة في هونغ كونغ إضرابًا جيد التنظيم دام 56 يومًا وضمّ في أوجه 120 ألف بحارًا. مع تلقّيهم دعمًا تنظيميًا وماليًا من حكومة الكومينتانغ ذات التوجه اليساري والتابعة لصن يات صن في غوانغزهو، قاد اتحاد البحارة الصينيين مُضربي هونغ كونغ إلى النصر.
على الرغم من أن الشيوعيين لم يلعبوا أي دور قيادي في الإضراب، شارك البعض منهم في هونغ كونغ وألقى آخرون في غوانغزهو المجاورة خطبًا داعمة وأصدروا بيان المضربين. انضم إلى الحزب الشيوعي في ما بعد سو زهاوزهينغ ولين فايمين، قائدا إضراب البحارة. توصّل هينك سنيفليت، ممثل الكومنترن في الصين الذي أثار نجاح الإضراب إعجابه إلى حد كبير، إلى أن الإضراب كان «دون شك الحدث الأكثر أهمية في التاريخ الباكر للحركة العمالية الصينية». وأجرى محادثاتٍ أيضًا مع صن يات صن منذ 23 حتى 25 ديسمبر عام 1921 في غويلين حول تعاون محتمل بين الكومنتانغ والشيوعيين. بات سنيفليت منخرطًا بصورة أكثر فاعلية في تنظيم الجبهة المتحدة الأولى بين الحزبين بعد رؤيته للدعم الذي قدّمه الكومنتانغ خلال إضراب بحارة هونغ كونغ.

### إضراب غوانغزهو-هونغ كونغ عامي 1925-1926
كان إضراب غوانغزهو هونغ كونغ بين عامي 1925 و1926 حدثًا تاريخيًا محوريًا آخر في الحركة العمالية في هونغ كونغ. انطلق الإضراب إثر مقتل عامل يُدعى غو زهينغهونغ، الذي كان عضوًا في الحزب الشيوعي في مصنع امتلكته اليابان في فبراير 1925. نظّم الشيوعيون مظاهرةً مناهضة للإمبريالية في مستوطنة شانغهاي الدولية في 30 مايو، والتي يُشار إليها اليوم بحركة 30 مايو. استجابةً لأوامر البريطانيين أطلقت شرطة السيخ النار على حشد من المتظاهرين الصينيين، مما أسفر عن مقتل 9 وإصابة أعداد كبيرة من الحشد. أثارت الحادثة المزيد من المشاعر المعادية للبريطانيين في جميع أنحاء البلاد. منح الكومنتانغ الأموال للشيوعيين، الذين نظّموا بدورهم الإضراب في 18 يونيو، الذي بدأ بإضراب ما يزيد عن 80% من طلبة السنوات الأخيرة من كلية كوينز. قاد العديد من البحارة وسائقي الترام وعمال الطباعة والطلاب الإضراب واتجهوا إلى غوانغزهو. في 23 يونيو، فتحت القوات الفرنسية والبريطانية النار على المُضربين، مما أسفر عن مقتل 25 شخصًا وإصابة ما يزيد عن 170 متظاهرًا في منطقة الامتياز الأجنبي من جزيرة شاميان، مما دفع المزيد من العمال في هونغ كونغ الذين كانوا يعملون لشركاتٍ أجنبية للانضمام إلى الإضراب.
عَقدت اتحادات عديدة تمثّل عمال هونغ كونغ والبر الرئيسي الصيني مؤتمرًا في غوانغزهو وشَكّلت لجنة إضراب غوانغزهو هونغ كونغ برئاسة سو زهاوزهينغ، تحت توجيهات الحزب الشيوعي الصيني. دعت لجنة الإضراب إلى مقاطعة جميع البضائع البريطانية ومنع السفن الأجنبية من استخدام موانئ هونغ كونغ. شَلّ الإضراب اقتصاد هونغ كونغ، وبدأت أسعار الأغذية بالارتفاع وانخفضت عائدات الضرائب بصورة حادة وبدأ النظام المصرفي بالانهيار.
بدأ الإضراب بالانهيار بعد وفاة صن يات صن في مارس عام 1925 واغتيال لياو تشونغكاي، القائد اليساري ضمن الكومنتانغ، في أغسطس. صادر القائد العام للجيش الوطني الثوري تشيانغ كاي شيك أسلحة لجنة الإضراب بعد تولّيه السلطة. تلقّى الإضراب دعمًا أقل مع بدء الصين لحملتها الشمالية أواسط عام 1926. في 10 أكتوبر 1926، رُفعت المقاطعة رسميًا بعد التوصل إلى تسوية مع البريطانيين، الأمر الذي أشار إلى نهاية الإضراب الذي استمر لـ16 شهرًا. اضطُهدت اتحادات عمالية يسارية عديدة من بينها اتحاد البحارة الصنيين واعتُقل قادتها. سُنّت تشريعات جديدة لمنع الاتحادات من الارتباط بمنظماتٍ سياسية خارج المستعمرة وحُظرت الإضرابات كذلك لأسباب سياسية.

## من ثلاثينيات حتى أربعينيات القرن العشرين: من التطهيرات ضد الشيوعيين إلى المقاومة ضد اليابانيين

### القمع الكولونيالي
أفضت مذبحة شانغهاي في أبريل 1927 التي تسببت بها حكومة الكومنتانغ التابعة شيانغ كاي شيك إلى هروب الحزب الشيوعي الصيني فرع غوانغزهو ونقل مقره إلى هونغ كونغ حتى تشكيل الجبهة المتحدة الثانية بين الكومنتانغ والحزب الشيوعي الصيني عام 1936. كان الشيوعيون في هونغ كونغ منخرطين بصورة فاعلة آنذاك في الأعمال العسكرية للإطاحة بحكومة الكومنتانغ في غواندونغ.
شهِد الشيوعيون في هونغ كونغ فترة من الإرهاب الأبيض خلال أواخر عشرينيات القرن العشرين حتى ثلاثينياته، إذ طوّر حاكم هونغ كونغ سيسل كليمنتي علاقةً وثيقة مع الكومنتانغ بهدف قمع الشيوعيين والأنشطة الاشتراكية المشتبه بها.
على الرغم من التعرض لضغط من الحكومة الكولونيالية، تمكّن هو تشي منه من تأسيس الحزب الشيوعي الهندوصيني في هونغ كونع في فبراير 1930.

### حرب العصابات المناهضة لليابان
خلال الحرب اليابانية الصينية الثانية، أنشأ الحزب الشيوعي مكتب هونغ كونغ التابع لجيش الطريق الثامن الذي انخرط في أعمال الجبهة المتحدة وجمع أموال تخفّت تحت اسم شركة يو هوا. نظّم اتحاد البحارة الصينيين أيضًا حركة مقاومة عبر تجنيد متطوعين للعبور إلى غوانغدونغ وشن حرب عصابات خلف الخطوط اليابانية بقيادة زينغ شينغ.

### الحرب الأهلية الصينية
تأسس مكتب هونغ كونغ المركزي برئاسة فانغ فانغ في حزيران 1947 لكي يقوم بترأس حملات دعائية مناهضة ضد شيانغ كاي شيك وحلفاؤه. مدّت الولايات المتحدة الأمريكية بالإضافة إلى ذلك يد العون لتسهيل حصول حرب العصابات في الأراضي الصينية. تأسست لجنة الأشغال في هونغ كونغ أيضاً لتنظيم برامج أعمال موحدة لجبهات في قطاعات التعليم والسياسة والأدب والفن بغية جلب الناس إلى جانب القضية الشيوعية. فضلاً عن ذلك، تم كسب كل من اللجنة الثورية للكومونتانغ، وهو الحزب الذي انفكَّ عن شيانغ كاي شيك والجامعة الصينية الديمقراطية، حزب صغير يضم المثقفين إلى جانب الشيوعيين.

## الشيوعية في هونغ كونغ بعد عام 1949
أصبحت المملكة المتحدة في عام 1950 أول دولة غربية تعترف رسميًا بالحكومة الشيوعية لجمهورية الصين الشعبية. شددت الحكومة الاستعمارية البريطانية مع اقتراب الحرب الباردة وبدء اندلاع الحرب الكورية في عام 1950 سيطرتها على الأنشطة الشيوعية المحلية، في حين ظلت الأحزاب الشيوعية في الغالب أمراً سرياً.

### حادثة الأول من آذار 1952
كانت حادثة الأول من آذار 1952 أول اشتباك كبير بين السلطات الاستعمارية والشيوعيين المحليين. تجمع حشد كبير نظمه الحزب الشيوعي المحلي حول طريق جوردان في تسيم شا تسوي بهدف الاجتماع مع وفد من غوانغتشو للتحدث مع ضحايا كارثة الحريق في منطقة شيك كيب مي، حيث قام الحشد بمواجهة الشرطة بعد ظهور أنباء عن توقف المندوبين في فانلنغ وإعادتهم إلى الصين. اعتُقل أكثر من مئة شخص بينما أُردي عامل منسوجات مقتولاً بالرصاص. مُنع تا كونغ باو المؤيد للشيوعية من النشر لمدة ستة أشهر بعد أن اختيرت القصة وأُعيد نشر مقال افتتاحي في صحيفة الشعب اليومية، نُدد فيه بالحكومة الاستعمارية وأعمالها القمعية.
جرى ترحيل موك يينغ كواي، زعيم المبعوث المتعاطف، إلى البر الرئيسي وترك جمعية الإصلاح الصينية في هونغ كونغ وهي منظمة دون قيادة تأسست لأول مرة في عام 1949 للمطالبة بالإصلاح الدستوري. وخَلَفه في القيادة بيرسي تشين نجل يوجين تشين زعيمًا للوفد والذي قام بدوره بتولي مسؤولية الجمعية فيما بعد. أصبحت الرابطة إحدى الركائز الثلاث للفصيل المؤيد للشيوعية بجوار اتحاد هونغ كونغ لنقابات العمال وغرفة التجارة العامة الصينية.

### أعمال الشغب اليسارية في هونغ كونغ عام 1967
عمل اتحاد نقابات عمال هونغ كونغ الذي تأسس عام 1948 «كمجتمعات صديقة» تمثل بالأخويات الصناعية والحرفية وقدم مزايا ومساعدات تكميلية أخرى للأعضاء المخضرمين الذين تعرضوا لخطر البطالة وتدني مستوى الأجور خلال الخمسينيات والستينيات. كانت لديها منافسة شرسة مع مجلس اتحاد التجارة المؤيد للكومينتانغ في هونغ كونغ في الصناعة والتجارة وأماكن العمل كجزء من الانقسام الأيديولوجي «اليسار اليميني» في تلك الفترة.
أدت الثورة الثقافية التي أطلقها ماو تسي تونغ في البر الرئيسي للصين إلى تولد نزعة التطرف داخل المنظمات الماوية في عام 1966. نجحت المظاهرة التي قادها اليسار في ديسمبر 1966 في ماكاو في جعل حاكم ماكاو البرتغالي يوقع اعتذارًا عن الإجراءات المناهضة للعمال التي كانت تطالب بها بكين سرًا.

## حركة الاستقلال والسيادة في هونغ كونغ في ستينيات القرن العشرين
وبصرف النظر عن الاستقطاب اليساري بين الكومينتانغ والشيوعيين، كانت هناك أيضًا دعوات للتحرير والاستقلال خلال الخمسينيات والستينيات. تأسس حزب الاستقلال الديمقراطي المناهض للشيوعية والمناهض للاستعمار في هونغ كونغ في عام 1963 والذي دعا إلى حكومة ذات سيادة كاملة حيث يتم انتخاب رئيس الوزراء من قبل جميع سكان هونغ كونغ من خلال الاقتراع العام، في حين تحتفظ الحكومة البريطانية فقط بسلطتها على دبلوماسية هونغ كونغ.
تأسس بالإضافة إلى ذلك حزب هونغ كونغ الاشتراكي الديمقراطي من قبل سون باو كانغ الذي كان عضوًا في الحزب الديمقراطي الاشتراكي الصيني جنبًا إلى جنب مع حزب العمل في هونغ كونغ الذي أسسه تانغ هون تساي وك جنكينز الذي أعلن مباشرة عن الأفكار الاشتراكية من خلال تعزيز دولة الرفاهية والملكية المشتركة لوسائل الإنتاج والتوزيع والتبادل. على أي حال، بعد الفشل في الحصول على أي تنازلات ذات مغزى من الحكومة الاستعمارية في هونغ كونغ توقفت جميع الأطراف التي تدعو إلى السيادة والاستقلالية بحلول منتصف السبعينيات.

## الحركات الشبابية في سبعينيات القرن العشرين
شهدت السبعينيات من القرن الماضي موجة من الحركات الشبابية التي نتجت عن أحداث مثل حركة باودياو عندما بدأ السؤال عن سيادة جزيرة دياو في بداية سبعينيات القرن المنصرم. وبقيادة جيل الشباب من جيل يدعى مواليد الأطفال (وهو الجيل الذي تلا الجيل الصامت والجيل الذي بعده، تنحصر فترتهم بين 1946-1964)، جرى تنظيم 30 مظاهرة بين فبراير 1971 ومايو 1972. انفجر في تلك الأثناء من يوليو 1971 صدام في إحدى المسيرات التي نظمها اتحاد طلاب هونغ كونغ في منتزه فيكتوريا حيث قام مفوض الشرطة هينري وايتلي بمهاجمة المتظاهرين بعنف مستخدماً الهروات (العصي العسكرية)، واعتقل 21 محتجًا وجرح العشرات منهم، وأصبح هذا الحدث إثر ذلك أحد أسباب تحفيز الحركات الشبابية في هونغ كونغ في فترة السبعينيات.

## منذ عام 1997

### الشباب الأتراك
عانى الحزب الديمقراطي الذي كان أكبر حزب مؤيد للديمقراطية في السنوات الأولى من فترة ما بعد التسليم من صراعات حادة داخل الحزب حيث تحدى جناح الشباب الأتراك اليساري بقيادة أندرو تو القيادة المركزية المحافظة. رشح الشباب الأتراك خلال انتخابات قيادة الحزب الديمقراطي لاو تشين شيك الأمين العام لاتحاد النقابات التجارية ليشغل منصب نائب الرئيس ضد أنتوني تشانغ، وفي اجتماع عام عُقد في سبتمبر 1999، اقتُرح تطبيق قانون الحد الأدنى للأجور على القيادة، وبعد فشل الشباب الأتراك بتخليف أثر قوي على الحزب، شكلوا مجموعة سياسية أخرى تدعى المنتدى الديمقراطي الاجتماعي. انشق لاحقاً ليكون بذلك الجهة الأكثر راديكالية (جماعة سياسية مؤيدة للديمقراطية في هونغ كونغ).

### جمعية الاشتراكيين الديمقراطيين
قام أندرو تو والعضو في المجلس التشريعي ليونغ كوك هونغ من جماعة حادثة الخامس من نيسان (جماعة يسارية) في أكتوبر 2006  وكذلك المشرع وعضو الحزب الديمقراطي السابق ألبرت تشان وضيف الراديو الراديكالي الذي يدعى وونغ يوك-مان بتأسيس عصبة الاشتراكيين الديمقراطيين وهي أول منظمة مستقلة وحزب يساري ديمقراطي اشتراكي في هونغ كونغ. تمكنت الجمعية من الفوز بثلاثة مقاعد في انتخابات المجلس التشريعي لعام 2008 وحصلت على 10 بالمئة من أصوات الشعب.
أقامت الجمعية سنة 2010 حركة استفتاء الدوائر الخمس (المجلس التشريعي للانتخابات في هونغ كونغ) متوسعين بسلطتهم بالانتخابات من طريق إزاحة خمسة أعضاء من المجلس التشريعي في كل دائرة انتخابية وذلك بهدف الضغط على الحكومة لتنفيذ حق اقتراع عمومي. كانت الغاية من الاستفتاء الانتخابي منتقدة من قبل بكين ومعسكر هونغ كونغ-بكين بكونها غير دستورية. كما رفض الحزب الديمقراطي الانضمام إلى الحركة واتخذ البحث بطريقة خاصة بالمواجهة مع بيكن للجلوس على طاولة التفاوض. اعتُبرت الحركة غير ناجحة مع اكتساب نسبة 17.7 بالمئة من الأصوات المسجلة لتكون كافية لمشرّعي الجمعية للعودة إلى شركة ليغ.
أصبح الحزب في 2011 مفككًا بشكل كبير بسبب الصراعات الداخلية في الحزب حينما قام المدير وونغ يوك مان برفض سياسات الرئيس الحالي أندرو تو بالإضافة إلى دبلوماسيته بالتعامل مع الحزب الديمقراطي، وتوصل ذلك إلى اتفاق مع القوى الشيوعية الصينية بخصوص مقترحات الإصلاح الانتخابي. وفي الرابع والعشرين من كانون الثاني 2011، قام اثنان من المشرعين الثلاثة للحزب بالانسحاب من جمعية الاشتراكيين الديمقراطيين وهما وونغ يوك مان وألبرت تشانغ، صاحبه انسحاب العديد من الشخصيات القيادية في الجمعية معلنين خلافهم مع القائد أندرو تو وحزبه كذريعة لانفصالهم عن الجمعية، وقام ما يقارب 200 من مؤيدي الجمعية بالانضمام إليهم تاركين الجمعية في حالة فوضى تامة. قام المنشقان وونك وتشان بتشكيل ائتلاف قوة الشعب مع مجموعات راديكالية أخرى وأعضاء تخلوا عن الجمعية، الأمر الذي ترك الجمعية بمقعد واحد في السلطة التشريعية يشغله ليونغ كوك هونغ.
خسر الحزب في انتخابات مجالس المحافظات جميع مقاعده في مجالس المحافظات، إذ حاز عليها المندوبون المؤيدون لبكين، وأُعيدت الكرّة في انتخابات 2015 حيث لم تُوفَّق الجمعية مع مجموعة ترتسكي بالظفر بأي مقعد.
شكلت الجمعية تحالفاً انتخابياً مع ائتلاف قوة الشعب في انتخابات المجلس التشريعي سنة 2016 وذلك لتعزيز فرصة ممثليهم بعد أن شهدوا ارتفاع الحركة الإقليمية في هونغ كونغ. وقد ربح التحالف ذاك بمقعدين في انتخابات الأقاليم الشرقية الجديدة وقام بشغل هذين المنصبين كل من ليونغ كوك هونغ وتشان تشي تشيون. قامت المحاكم بخلع ليونغ عن مقعدها لاحقاً في 2017 بحملة عدم التأهل للمنصب التشريعي في أداء اليمين في المناصب حيث ارتأت اللجنة خلع الجمعية من جميع المناصب الانتخابية.

### اليسار 21
تمكنت مجموعة اشتراكية صغيرة تحت مسمى اليسار 21 من الظهور بعد الفشل الذريع الذي حلَّ على مناهضي رابطة هونغ كونغ غوانغزهو سهينزهن للسكك الحديدية السريعة في الوقت الذي قامت به أكثر الجهات ميلاناً إلى اليسارية بانتقاد عدم وجود خطاب طبقي في قيادة الحركة. تمكنت المجموعة من البدء في انتفاضة مركزية احتلالية لمدة سنة كاملة كجزء من حركة احتلوا العالمية مبتدئة الانتفاضة في ساحة تحت مركز مؤسسة هونغ كونغ وشنغهاي المصرفية منذ 2011 حتى 2012. قامت المجموعة كذلك بالانضمام إلى الأربعين يوماً للإضراب الذي حصل في هونغ كونغ عام 2013 في محطة حاويات كواي تسينغ التي أطلق عليها اسم اتحاد عمال هونغ كونغ التابعة إلى الوكالة التجارية لاتحاد هونغ كونغ، عُدّت أطول عملية إضراب صناعية دامت لسنة كاملة في هونغ كونغ.

### حزب العمال
شارك عام 2011  أربعة أعضاء في المجلس التشريعي الممثلين للمنصب من بينهم لي تشوك يان من اتحاد نقابات العمال في هونغ كونغ وسايد هو من القانون المدني وشيونغ كوك- تشي من الاتحاد العام للعمال الاشتراكيين في هونغ كونغ بتأسيس حزب العمال الذي كانت قضاياه الأساسية حقوق العمال والمهاجرين الجدد والأقليات العرقية والبيئية. خاض الحزب انتخابات المجلس التشريعي لعام 2012 وفاز بأربعة مقاعد في الانتخابات وحصل على أربعة بالمئة من الأصوات الشعبية ليصبح ثالث أكبر حزب مؤيد للديمقراطية بعد الحزب الديمقراطي الليبرالي والحزب المدني. كانت مواجهة السكان المحليين ذوي الميول اليسارية التي انبثقت من ثورة المظلات الذين كانوا يدعون ناثان لو ولاو سيو لاي وإدي تشو ومشرعي حزب العمال المخضرمين لي تشوك يان وسيد هو الذين تم عزلهم بشكل مفاجئ ما أدى إلى تقليص عدد مقاعد حزب العمال من أربعة إلى مقعد واحد.